# フォートワース駅

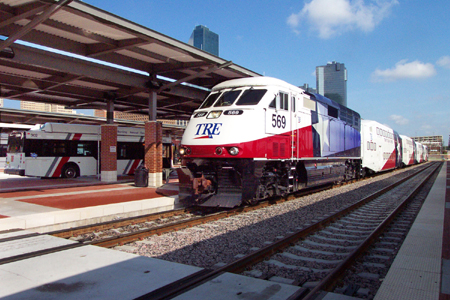
ホーム

フォートワース駅（英語：Fort Worth Station）はテキサス州フォートワース ジョーンズ・ストリート1001にある駅。全米各地を結ぶ旅客鉄道のアムトラックのほかダラス・フォートワース都市圏の二つの主要都市、ダラスとフォートワース間を結ぶ通勤鉄道のトリニティー・レールウェイ・エクスプレスが乗り入れている。

## 概要
現在の駅舎は2002年に使用が開始された。2001年12月3日にアメリカ南西部初の通勤鉄道であるトリニティー・レールウェイ・エクスプレスがダラス方面より延伸し、フォートワース中心部との接続が完了した。2002年1月14日にアムトラックとの連絡、営業を開始した。

## 利用可能な鉄道路線／列車
アムトラックのフォートワース駅に発着する列車は下記の通り。
シカゴとサンアントニオ / ロサンゼルス間の夜行長距離列車テキサス・イーグル号 …1日1往復停車
※南行列車のシカゴ（日・火・金）出発便はサンアントニオでサンセット・リミテッド号と併結され、ロサンゼルス行きとなる。シカゴとサンアントニオ間は毎日運転。北行列車のロサンゼルス（日・水・金）出発便はサンアントニオまでサンセット・リミテッド号と併結され、同駅で切り離し。サンアントニオとシカゴ間は毎日運転。
オクラホマシティとフォートワース間の昼行中距離列車ハートランド・フライヤー号…1日1往復発着
トリニティー・レールウェイ・エクスプレスの発着路線は下記の通り。なお、日曜日は全便運休となる。
T&Pとダラス・ユニオン間を結ぶトリニティー・レールウェイ・エクスプレス線

## バス
当駅から乗車できるバスは以下の通り。当駅はホームにバスが横付けできるようになっている。
中長距離バス :グレイハウンド
路線バス :フォートワース地域交通局（Fort Worth Transportation Authority）
月曜日-金曜日 …11系統 、12系統 、17系統 、57系統 、60系統 、61系統 、62系統 、63-64系統 、65系統 、66系統 
月曜日-土曜日 …3系統 、5系統 、9系統 、46系統 
月曜日-日曜日 …1系統 、2系統 、4系統 、6系統 、7系統 、14系統 、Molly the Trolley 
土曜日 …15系統 
日曜日 …8系統 